# Luopasjoki
Luopasjoki (ook wel Luobasjåkka of -johka) is een rivier annex beek die stroomt in de Zweedse gemeente Kiruna. De rivier ontstaat op de oostelijke hellingen van de Luoberg. Ze stroomt langs de Luoklif (Luobákti) om vervolgens het Luopasjaureh aan te doen. Daarna stroomt ze naar het noorden om in het Torneträsk te stromen.
Afwatering: Luopasjoki → Torneträsk → Torne → Botnische Golf